# Icelococcus nothofagi
Icelococcus nothofagi är en insektsart som beskrevs av Miller och González 1975. Icelococcus nothofagi ingår i släktet Icelococcus och familjen filtsköldlöss. Inga underarter finns listade i Catalogue of Life.